# Urbanització Santa Margarida (Roses)
La Urbanització de Santa Margarida a Roses (Alt Empordà) és un complex urbanístic turístic desenvolupat als anys 60 del Segle XX. Es tracta d'una marina residencial (marina interior) construïda a l'antiga zona d'aiguamolls de la desembocadura del riu Grau, per la qual serpentegen quinze quilòmetres de canals. Es troba en plena badia de Roses, a l'esquerra del Parc Natural dels Aiguamolls de l'Empordà i a poca distància del litoral del cap de Creus.
La xarxa de canals disposa de més de 1.500 amarradors per a embarcacions de fins a 22 metres d'eslora. A la urbanització hi ha diferents bars, restaurants i botigues especialitzades en nàutica. A més, a la població de Roses, situada amb prou feines a dos quilòmetres, es poden trobar tot tipus de comerços i serveis.
La bocana està oberta a l'oest i té un calat de 2,5 metres. Venint des del mar resulta fàcil confondre-la amb la de la Marina d'Empuriabrava, situada a una milla en direcció sud-oest.
La construcció d'aquesta urbanització va comportar litigis a partir de denúncies d'entitats ecologistes, donada la importància medioambiental dels terrenys. El 2011 el Ministeri de Medi Ambient del Govern Espanyols va legalitzar la urbanització.
L'any 2001, a l'Hotel Montecarlo, hi va haver un atemptat on va morir-hi un Mosso d'Esquadra.
L'any 2010 la Generalitat de Catalunya i l'Ajuntament de Roses van impulsar la retirada d'embarcacions enfonsades i la netja dels canals.